# 프랭클린 필

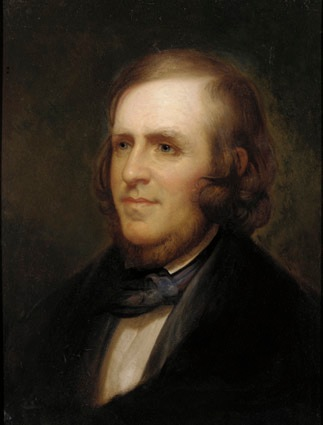

프랭클린 필(Franklin Peale, 본명: 벤저민 프랭클린 필, Benjamin Franklin Peale, 1795년 10월 15일 ~ 1870년 5월 5일)은 1833년부터 1854년까지 필라델피아 조폐국의 미국 장교였다. 필은 미국 조폐국에 많은 혁신을 도입했지만 결국 혐의로 해고되었다. 개인적인 이익을 위해 자신의 지위를 이용했다.
필은 화가 찰스 윌슨 필(Charles Willson Peale)의 아들로 그의 아버지가 필라델피아에서 운영하던 호기심 박물관인 필라델피아 박물관(Philadelphia Museum)에서 태어났다. 프랭클린 필의 교육은 대부분 비공식적이었지만 펜실베이니아 대학교에서 일부 수업을 들었다. 기계 제작에 능숙해졌다. 1820년에 그는 박물관에서 아버지의 조수가 되었고, 1827년 찰스 필이 사망한 후 박물관을 관리했다.
1833년 필은 조폐국에 고용되어 2년 동안 유럽으로 파견되어 주조 기술을 연구하고 보고했다. 개선 계획을 갖고 돌아와 1836년에 설치된 미국 최초의 증기 동력 주화 인쇄기를 설계했다. 필은 그해 필라델피아 조폐국의 멜터 앤 리파이너(Melter and Refiner)가 되었고, 3년 후 무급으로 일을 계속했던 애덤 에크펠트 현직자가 은퇴하자 치프 코이너(Chief Coiner)가 되었다. 에크펠트의 노동 덕분에 필은 조폐국 자산을 사용하여 메달 사업을 운영할 수 있었다. 이 부업은 결국 필의 몰락을 초래했다. 조각사 제임스 B. 롱에이커 및 멜터 앤 리파이너 리처드 시어스 맥컬로(Richard Sears McCulloh)와의 갈등으로 인해 필은 위법 행위로 기소되었고 1854년 프랭클린 피어스 대통령에 의해 해고되었다.
은퇴 후에도 필은 많은 시민 단체에 계속 참여하고 리더십을 발휘했다. 1870년에 사망했다. 화폐 작가 Q. 데이비드 바워스는 필의 경력에 대한 사실을 통해 작가들이 그에 대해 매우 다른 결론을 내릴 수 있다고 이야기한다.